# ريكون ستارك
ريكون ستارك (بالإنجليزية:  Recon Stark)‏ شخصية خيالية ظهرت في الكتاب الأول من سلسلة روايات الفنتازيا أغنية الجليد والنار للكاتب جورج ر. ر. مارتن، وكذلك ظهر في الموسمين الأول والسابع من المسلسل التلفزيوني صراع العروش الذي عرض على قناة HBO. ريكون ستارك هو الأبن الثالث لكل من اللورد إدارد ستارك والليدي كاتلين ستارك بعد أخيه بران ستارك.